# Musée et Arboretum Carlo Siemoni
 (novembre 2017).
Si vous disposez d'ouvrages ou d'articles de référence ou si vous connaissez des sites web de qualité traitant du thème abordé ici, merci de compléter l'article en donnant les références utiles à sa vérifiabilité et en les liant à la section « Notes et références ».
Le Musée et Arboretum Carlo Siemoni (italien : Museo e Arboreto Carlo Siemoni) est un parc, arboretum, jardin botanique et musée situé à Badia Prataglia, commune de Poppi, dans la province d'Arezzo, en Toscane, Italie.
Il se trouve au cœur du Parc national de la Forêt Casentinesi, Mont Falterona et Campigna.
Il a été fondé en 1846 par Karl Simon (Carlo Siemoni) pour Leopold II, grand-duc de Toscane, et le musée occupe aujourd'hui l'ancienne villa du souverain.

## Collection
L'arboretum abrite aujourd'hui une belle collection d'arbres ou arbustes endémiques ou non comme les espèces suivantes : [réf. nécessaire]
- Gymnospermae
  - Cupressaceae - Calocedrus decurrens, Chamaecyparis lawsoniana, Cupressus arizonica, Juniperus virginiana, Thuja plicata, Thuja occidentalis, Thuja orientalis
  - Ginkgoaceae - Ginkgo biloba
  - Pinaceae - Abies alba, Abies cephalonica, Abies nebrodensis, Abies pinsapo, Cedrus atlantica, Cedrus deodara, Cedrus libani, Picea excelsa, Picea smithiana, Pinus laricio, Pinus leucodermis, Pinus nigra, Pinus strobus, Pinus wallichiana, Pseudotsuga menziesii
  - Taxaceae - Taxus baccata
  - Taxodiaceae - Cryptomeria japonica, Sequoia sempervirens, Sequoiadendron giganteum
- Angiospermae
  - Aceraceae - Acer campestre, Acer lobelii, Acer opalus, Acer pseudoplatanus, Acer platanoides
  - Aquifoliaceae - Ilex aquifolium
  - Araliaceae - Hedera helix
  - Beulaceae - Alnus glutinosa, Alnus incana, Betula pendula
  - Bignoniaceae - Catalpa bignonioides
  - Buxaceae - Buxus sempervirens
  - Caprifoliaceae - Sambucus nigra, Viburnum lantana, Viburnum tinus
  - Celastraceae - Euonymus europaeus, Euonymus latifolius
  - Cornaceae - Cornus mas, Cornus sanguinea
  - Corylaceae - Corylus avellana, Carpinus betulus, Ostrya carpinifolia
  - Ericaceae - Arbutus unedo
  - Facaceae - Castanea sativa, Fagus sylvatica, Quercus borealis, Quercus cerris, Quercus petraea, Quercus pubescens, Quercus robur
  - Hamamelidaceae - Liquidambar styraciflua
  - Hippocastanaceae - Aesculus hippocastanum
  - Juglandaceae - Juglans regia, Juglans nigra
  - Leguminsosae - Gleditschia triacanthos, Laburnum alpinum, Laburnum anagyroides, Robinia pseudoacacia
  - Magnoliaceae - Liriodendron tulipifera
  - Meliaceae - Melia azedarach
  - Malvaceae - Hibiscus syriacus
  - Oleaceae - Fraxinus excelsior, Fraxinus ornus, Syringa vulgaris
  - Platanaceae - Platanus acerifolia, Platanus orientalis
  - Rosaceae - Chaenomeles japonica, Eriobotrya japonica, Malus domestica, Mespilus germanica, Prunus avium, Prunus cerasifera, Prunus communis, Prunus spinosa, Sorbus aria, Sorbus domestica, Sorbus torminalis
  - Rutaceae - Zanthoxylum simulans
  - Salicaceae - Populus tremula, Populus alba, Salix alba, Salix caprea, Salix matsudana, Salix purpurea, Salix viminalis
  - Saxifragaceae - Philadelphus coronarius
  - Tiliaceae - Tilia platyphyllos
  - Ulmaceae - Celtis australis, Ulmus minor, Ulmus glabra, Ulmus laevis